# 李义强
李义强（1970年?—）福建厦门人，保钓运动人士。

## 生平
李义强早年参加中国人民解放军。退伍后，他一度经营网吧，并曾任小公司的老板。后来，他完成了徒步走长城的行动。此后，他自2003年起投身保钓运动。
2003年10月7日，保钓船闽龙渔F861号自福建厦门东渡渔港启航，于10月9日凌晨与台湾保钓船新航166号会合，此后共同驶往钓鱼岛，但遭到日本海上保安厅拦截，被迫返航。在此次行动中，周文博等7人负责厦门方面的岸上协调工作。此次自厦门港出海者共有10人（另有6位福建船工），其中台湾保钓人士1名：台湾保钓行动小组执行长黄锡麟；香港保钓组织成员5人：朱幼麟（香港立法会议员、全国人大代表）、罗就（香港保钓行动委员会副主席）、郑志坤、陈裕南、王国豪；大陆民间保钓人士4人：张立昆（天津）、李义强（厦门）、方卫强（浙江）、殷敏洪（湖南）。保钓人士于10月8日下午发表《海峡两岸与香港联合出海保钓声明》。
2003年12月26日，“全球华人保钓论坛”在厦门举行，李义强作为“厦门市金鸡亭网吧”的老板承办了此次论坛活动。
为了全身心投入保钓活动中，李义强将自己的网吧和小公司盘出，并且卖掉了房产。后来他租住在厦门的一个位于半山腰的农舍里办公并生活。
2012年4月，世界华人保钓联盟在香港注册成立，这是第一个跨大中华地区各地域的保钓组织，由中国内地、香港、澳门、台湾的保钓人士共同组成。成立时，会长为黄锡麟，理事共19名，李义强任理事兼秘书长。他也是这19位理事中，唯一放弃工作专门开展保钓活动的人士。
据2012年的报道，李义强还筹备在厦门建立一个保钓训练营，对保钓志愿者进行理论及体质训练。